# Gruson
Gruson ist eine französische Gemeinde mit 1223 Einwohnern (Stand: 1. Januar 2022) im Département Nord in der Region Hauts-de-France. Sie gehört zum Arrondissement Lille und zum Kanton Templeuve-en-Pévèle.

## Geografie
Die Gemeinde Gruson liegt an der Marque, zehn Kilometer ostsüdöstlich von Lille und drei Kilometer westlich der Grenze zu Belgien. Sie grenzt im Norden an Chéreng, im Nordosten an Baisieux, im Osten an Camphin-en-Pévèle, im Süden an Cysoing, im Südwesten an Bouvines, im Westen an Sainghin-en-Mélantois und im Nordwesten an Anstaing.

## Bevölkerungsentwicklung
| Jahr                       | 1962 | 1968 | 1975 | 1982 | 1990 | 1999 | 2008 | 2013 | 2020 |
| Einwohner                  | 475  | 571  | 643  | 767  | 932  | 1194 | 1134 | 1145 | 1246 |
| Quellen: Cassini und INSEE |      |      |      |      |      |      |      |      |      |

## Sehenswürdigkeiten
- Kirche Mariä Heimsuchung (Notre-Dame de visitation)

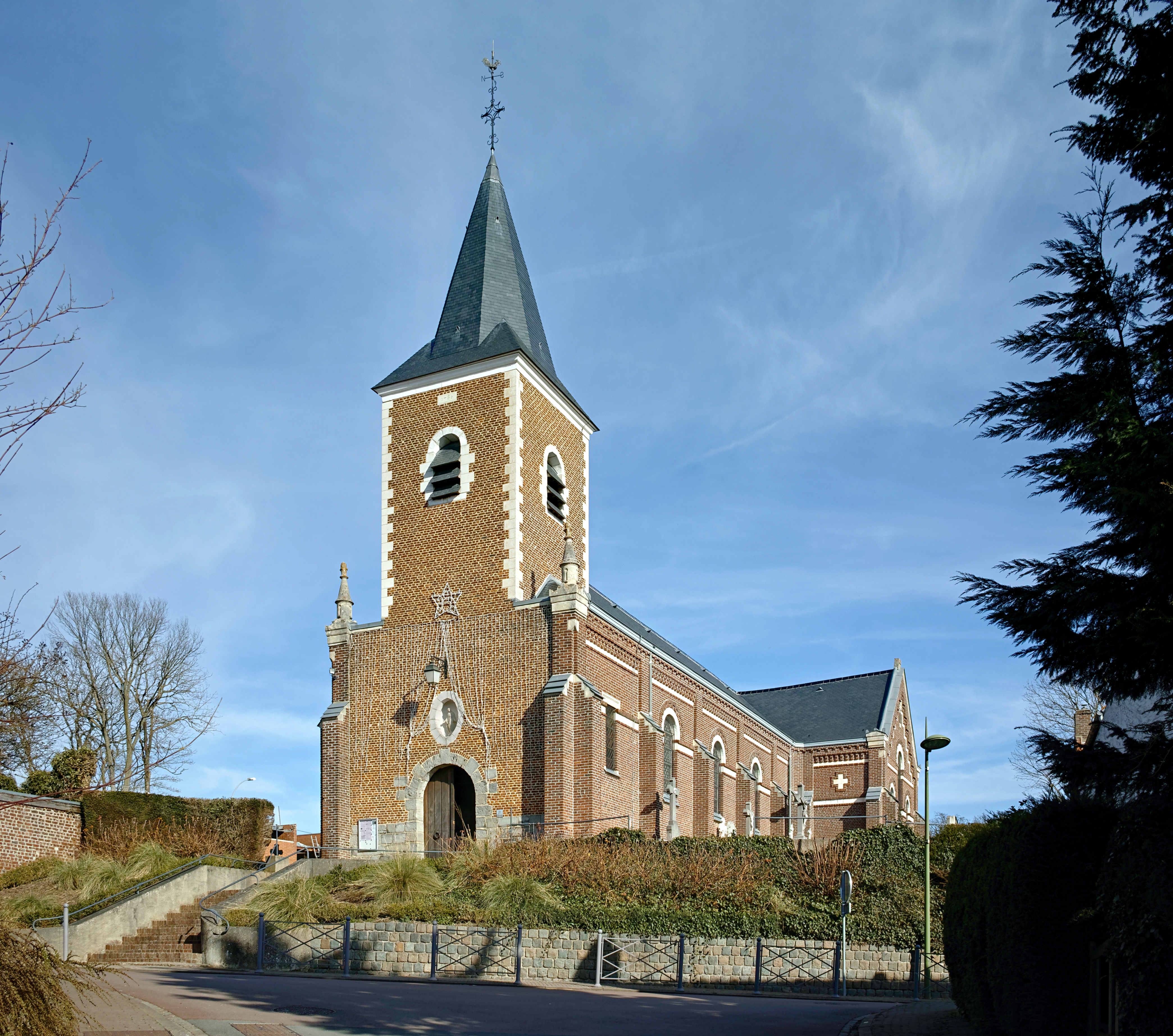
Kirche Mariä Heimsuchung
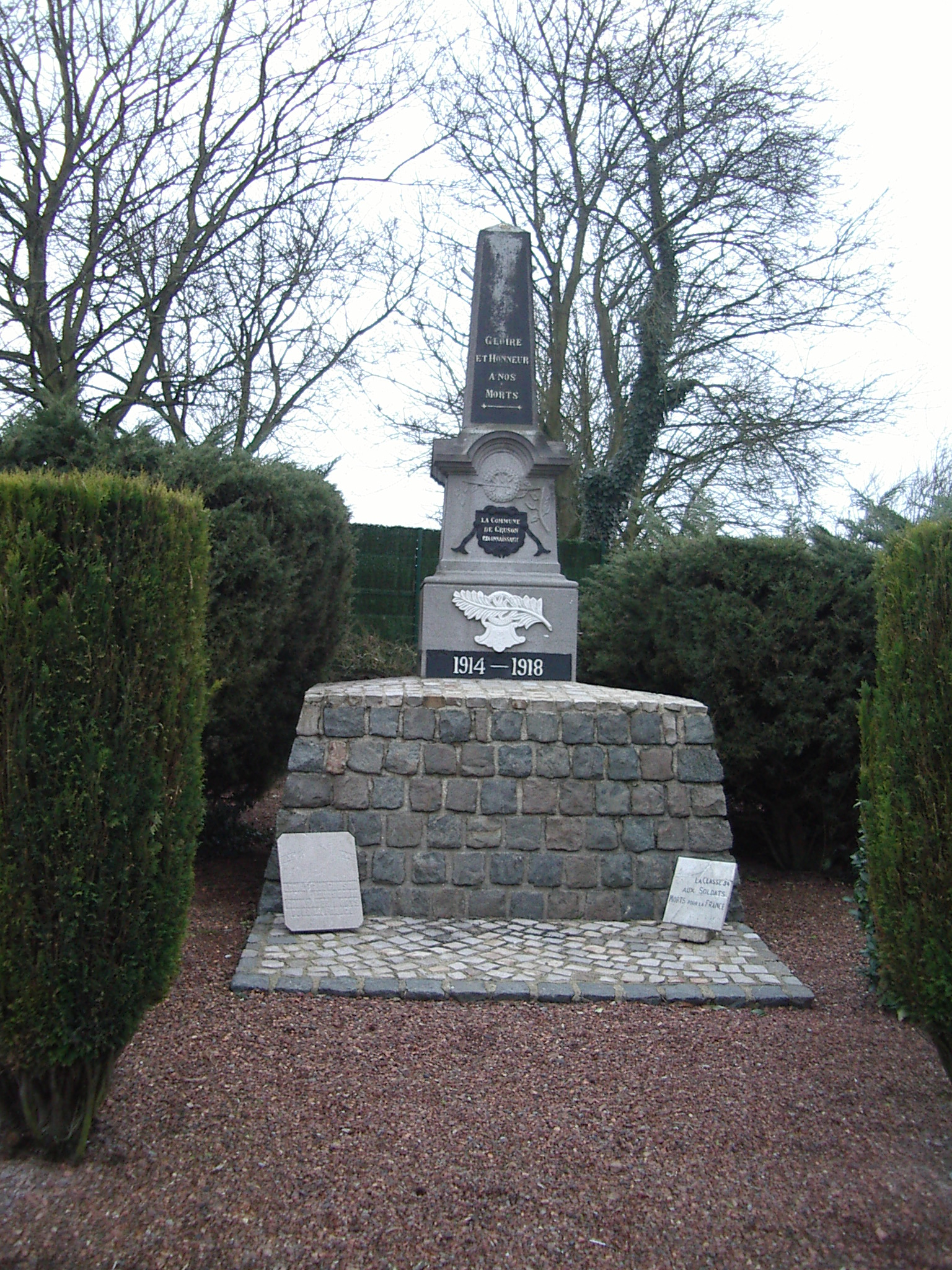
Gefallenendenkmal
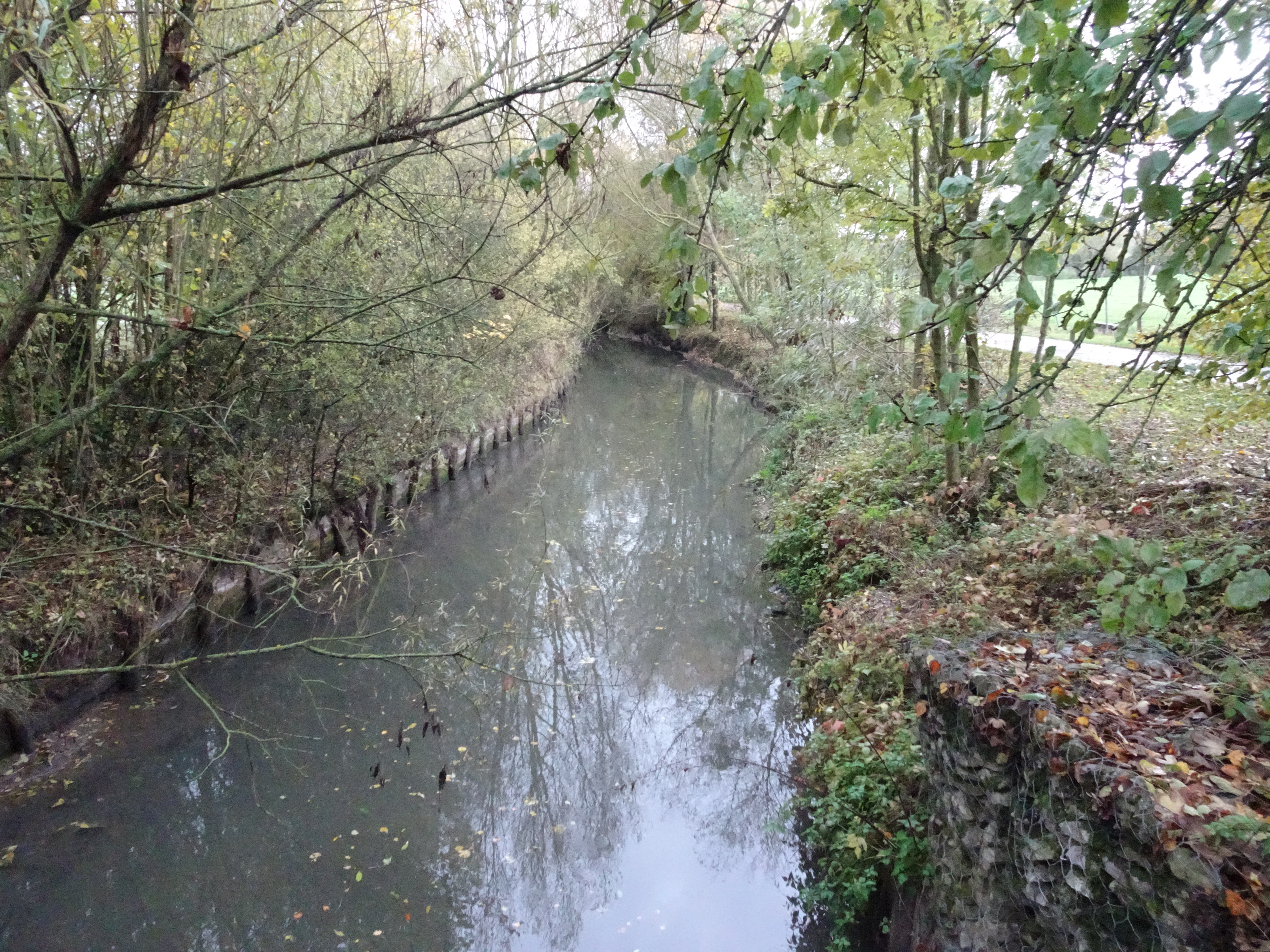
Die Marque in Gruson
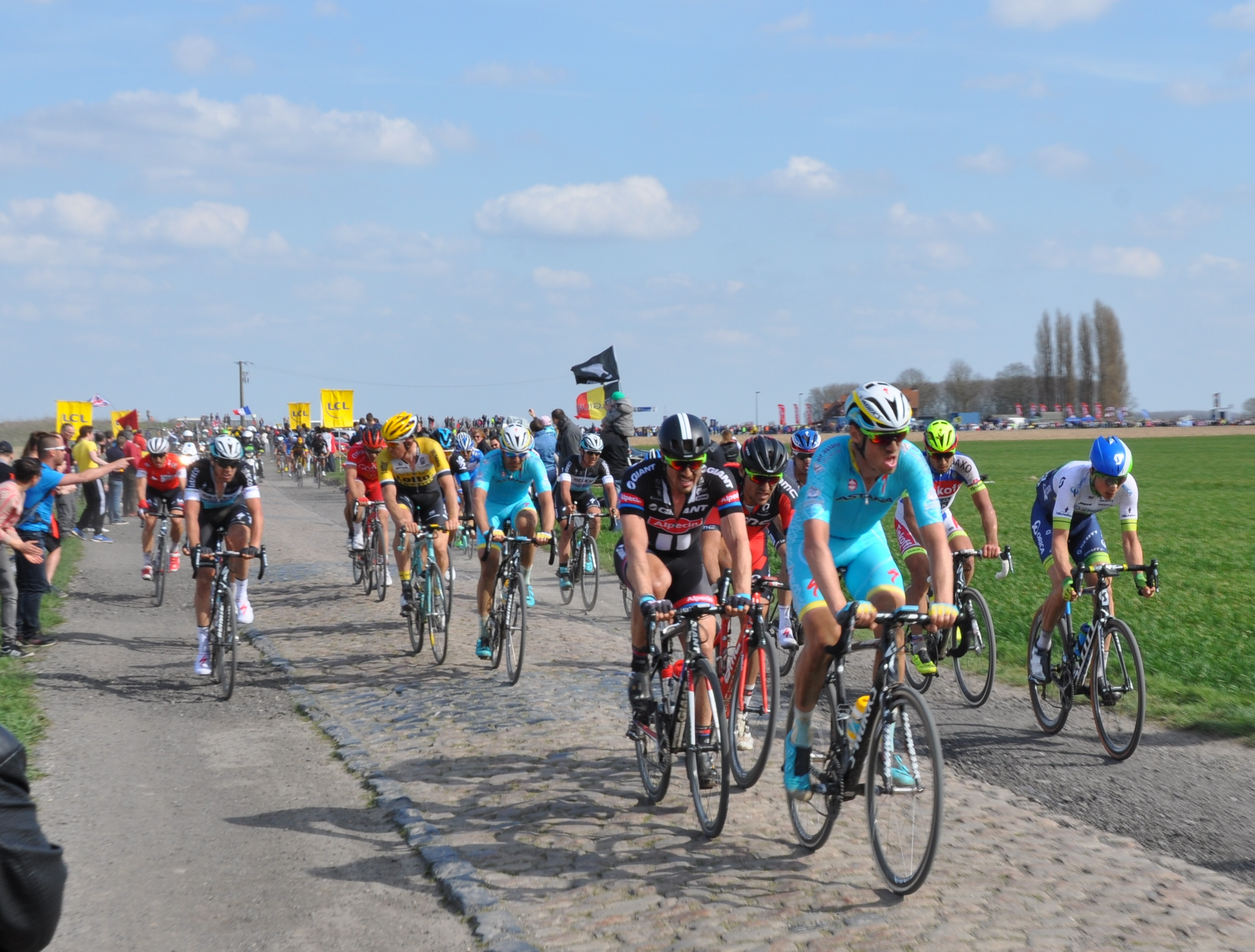
Radrennen Paris-Roubaix im Jahr 2015 bei Gruson

## Persönlichkeiten
- Maurice Despatures (1873–1963), römisch-katholischer Bischof von Bangalore